# Katolikos

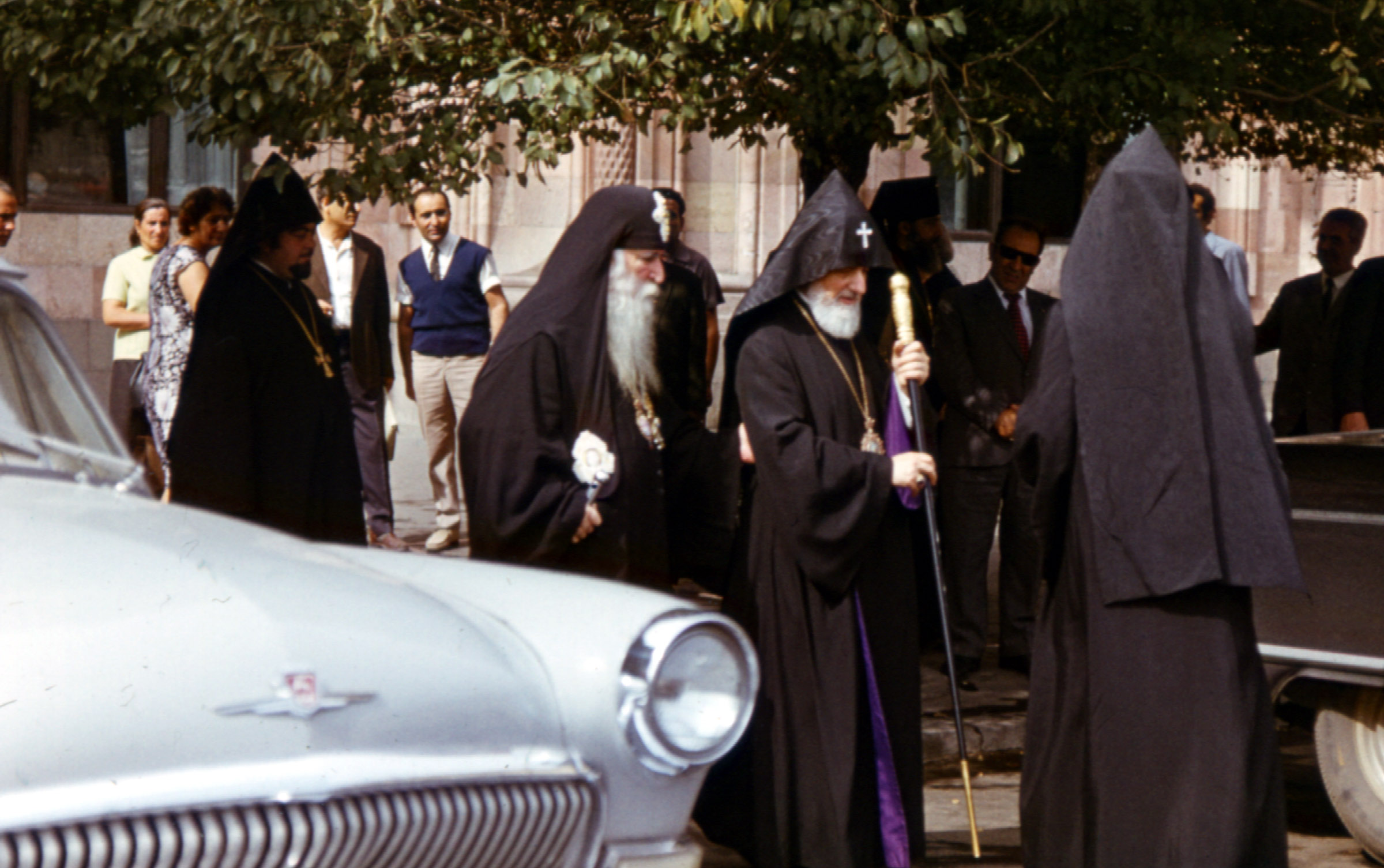
Spotkanie katolikosów Gruzji i Armenii – Erywań, październik 1972

Katolikos (gr. καθολικός katholikós – "powszechny") – tytuł patriarchów kościoła ormiańskiego (Katolikos Wszystkich Ormian), Asyryjskiego Kościoła Wschodu i gruzińskiego, a w pewnym sensie także  Syryjskiego Kościoła Ortodoksyjnego (mafrian) i syromalankarskiego.
Oznaczał on pierwotnie hierarchę sprawującego władzę nad częścią Kościoła powszechnego. Używano go od IV wieku w Kościołach wschodnich poza cesarstwem rzymskim, związanych historycznie z patriarchatem antiocheńskim. Tytuł katolikosa bywa zwykle rozumiany jako tytuł zwierzchnika danego Kościoła i traktowany jako nadrzędny wobec tytułu patriarchy noszonego niekiedy zwyczajowo lub kanonicznie przez zwierzchników wspólnot lokalnych.   	
Kiedy w 2005 r. przyjął go zwierzchnik katolików obrządku malankarskiego, arcybiskup większy Thiruvananthapuram Cyril Baselios, spotkało się to z protestami Malankarskiego Syryjskiego Kościoła Ortodoksyjnego. 	 
Tytuł katolikos w prawie kanonicznym katolickich Kościołów wschodnich nie istnieje, choć może być traktowany jako honorowy, podobnie jak tytuły patriarchy i prymasa (por. Kan. 438 Kodeksu Prawa Kanonicznego).